# 김아라
김아라(1991년 9월 7일~)는 대한민국의 배우로, 북한이탈주민 출신이다.

## 생애
1991년 9월 7일 함경북도 회령시 (이북5도 기준 회령군) 출신. 
어린 시절이 상당히 안타까운데, 본래 회령에서 부모님, 여동생과 함께 나름 잘 살았으나 1996년 무렵 고난의 행군으로 집안이 기울어지자, 아버지와 불화가 생긴 어머니가 돈을 벌어오겠다며 중국으로 먼저 가게 되었다고 한다. 
이후 그녀는 아버지와 새어머니와 같이 살았으나, 새어머니의 구박이 만만치 않았다. 거기다 아버지가 행방불명되면서 이전보다 더 힘겹게 지냈다. 그러다 친어머니와 간신히 연락이 되어 12세 때인 2003년에 탈북하였다. 
12세 때인 2003년에 탈북한 아라는 중국에서 학교를 다니다가 18세였던 2009년에 어머니와 함께 한국에 입국하였다. 
2012년 이제 만나러 갑니다에 출연하면서 방송에 데뷔하였으며, 2015년 웹드라마 <아는 사람>에서 여주인공 김연희 역할을 맡아 본격적으로 배우 활동을 시작하였다. 
2020년 사랑의 불시착에 사택 마을 주민으로 출연하였다. 이 때 같은 이만갑 출연진인 윤설미 역시 열차 판매 직원으로 특별 출연하였다.
2023년 10월 28일 교회에서 만나 연인으로 발전한 비연예인인 예비신랑이랑 결혼하였다.
현재는 아라는 어머니랑 동생이랑 한국에서 살고 있다.

## 여담
이만갑(뜻:이제 만나러 갑니다) 출연진 중에서 상당한 미모로 화제가 된 바 있다. 다만 키에 대해 콤플렉스가 있는 듯. 그래도 비율이 좋은 편이라 그닥 콤플렉스린 키가 작아보이진 않는다. 남희석에 
남희석에 의하면 대식가라고 한다.
아라는 중국에서 꽤 오래 살았던 편인지라 중국어에도 상당히 능통한 편이여서 그런지 중국어와 한국어로 말할 수 있다.
북한에서 쓰던 본명이 아닌 한국에서 새롭게 현재의 이름인 김아라로 이름을 지었다. 한국에 와서 이름을 김아라로 지은 이유는 배우이자 아라와 1살차이인 고아라를 좋아하고 팬이기 때문이다.
아라가 한국에 오기전에 태어나고 자랐던 북한에 여동생이 아직 살고 있다고 한다. 동생은 1994년생으로 3살 어리다고 한다.
북한에 있을 때에도 형편 때문에 학교를 다니지 못했고, 중국에 있을 때도 신분 문제 때문에 제한적으로 학교를 다녔기에 학교를 다니는 것에 갈망이 컸다고 한다. 이때문에 2009년 입국한 뒤 3년 간 정말 치열하게 공부했다고 한다.

## 학력
- 2008년 ~ 2011년 고등학교 졸업학력 검정고시 (합격)
- 2011년 ~ 2013년 명지전문대학 뷰티아트과 (졸업)
- 2014년 ~ 2016년 국민대학교 연극영화학과 (중퇴)

## 사회 활동
- 국민방송 KTV 리포터
- 유코리아뉴스 홍보대사
- 북한인권국제영화제 홍보대사
- DMZ 평화 홍보대사
- CF - NH 농협증권통일부홍보영상
- 고신대학교 홍보대사
- 2018 국제로타리 3640지구 우정교환위원회 홍보대사
- 2018 세계평화문화축제 조직위원회 해외홍보사절단 위원

## 출연 작품

### 방송
| 연도 | 방송사 | 제목               | 배역 | 비고 |
| ---- | ------ | ------------------ | ---- | ---- |
| 2012 | 채널A  | 이제 만나러 갑니다 | 출연 |      |
| 2015 | 채널A  | 잘 살아보세        | 출연 |      |

### 드라마
| 연도      | 방송사   | 제목                   | 배역          | 비고           |
| --------- | -------- | ---------------------- | ------------- | -------------- |
| 2015      | 웹드라마 | 아는 사람              | 김연희        |                |
| 2017~2018 | tvN      | 막돼먹은 영애씨 시즌16 | 김아라        | 13화 14화 출연 |
| 2018      | MBC      | 위대한 유혹자          | 빙빙          |                |
| 2020      | tvN      | 사랑의 불시착          | 사택마을 주민 |                |
| 2022      | D'LIVE   | DMZ 대성동             | 나리          |                |

### 영화
| 연도 | 제목          | 배역         | 비고 |
| ---- | ------------- | ------------ | ---- |
| 2017 | 뷰티풀 데이즈 | 엄마룸메이트 |      |
| 2018 | 원더풀 고스트 | 소영         |      |
| 2018 | 천둥아 진정해 | -            |      |

## 뮤직비디오
- 아라 & 찬영 - 전부 다 줄게 (2017년)

## 수상
- 2016년 제24회 대한민국문화연예대상 한류유망주 부문 MCN상 수상